# هارکستد
هارکستد (به انگلیسی: Harkstead) یک روستا و محله مدنی در بریتانیا است که در Babergh واقع شده‌است. هارکستد ۲۸۷ نفر جمعیت دارد.